# Spisevogn
 Der er for få eller ingen kildehenvisninger i denne artikel, hvilket er et problem. Du kan hjælpe ved at angive troværdige kilder til de påstande, som fremføres i artiklen.

En spisevogn er en særlig form for personvogn, som anvendes i visse persontog; oftest i tog, der kører over længere strækninger. Vognen fungerer som en rullende restaurant eller bistro.
Indenrigs i Danmark anvendes der ikke længere spisevogne, men i eksempelvis SJ's X 2000-tog mellem København H og Stockholm C, er der spisevogne med.